# Alianza Democrática (Sudáfrica)
Alianza Democrática (en inglés: Democratic Alliance, en afrikáans: Demokratiese Alliansie) conocido simplemente como DA, es un partido político sudafricano de ideología liberal fundado en 2000 a partir del Partido Demócrata, por entonces el principal partido de oposición. Se define simplemente como "liberal" y aunque habitualmente se lo relaciona con la centroderecha, también tiene inclinaciones cercanas al centro y a la centroizquierda.
Es el principal partido de la oposición en el país, obteniendo en las elecciones de 2014 un 22,23 % de los votos (59,4 % en la Provincia de El Cabo Occidental), habiendo crecido un 5,57 % frente a las elecciones anteriores (16,7 %). Alianza Democrática obtuvo la mayoría absoluta en la Provincia Occidental del Cabo, siendo la única provincia gobernada por la oposición (desde 2009), así como es el partido más votado y el partido gobernante en la Ciudad de El Cabo desde 2006 (con resultados de más del 60 % de los votos tanto en las elecciones locales de 2016 como en las nacionales y provinciales de 2014).
En las elecciones municipales de 2016, la DA obtuvo el 27 % de los votos (16 % en 2006), ganando el gobierno de 39 municipalidades, 17 con mayoría absoluta (entre ellas Ciudad del Cabo donde consiguió el 61 % de los votos y 154 de los 231 puestos del Consejo). En la Provincia del Cabo Occidental la DA obtuvo más del 60 % del voto y ganó en 23 de las 26 municipalidades (gobernando en 25 de las 26), las otras 6 municipalidades se ganaron en las provincias del Cabo Oriental (La gran metrópoli de Port Elizabeth y el municipio de Kouga-Jeffreys Bay), el Gauteng (las metrópolis de Pretoria-Tshwane, Johannesburgo y Erkurhuleni y los municipios de Midvaal-Meyerton y Mogale-Krugersdorp), Estado Libre (Metsimaholo-Sasolburg), Limpopo (Modimolle/Mookgopong y Thabazimbi) y el Cabo Norte (Hantam-Calvinia, Nama Khoi, Kgatelopele-Daniëlskuil y Ubuntu-Victoria West).
Su actual líder es John Steenhuisen, quien ejerce en calidad de interino desde octubre de 2019 tras la renuncia de Mmusi Maimane. Maimane había sido el primer líder del partido de raza negra. Esta renovación interna le permitió a la Alianza Democrática obtener triunfos electorales en la reciente elección municipal del 2016, el cual el partido obtuvo los municipios de Johannesburgo, Tshwane, que incluye la capital, Pretoria, y Municipio Metropolitano de Nelson Mandela Bay, que incluye Puerto Elizabeth, además de retener el municipio de Ciudad del Cabo donde amplió su mayoría absoluta.

## Antecedentes históricos

### Contexto y movimiento progresista
El partido que ganó las primeras elecciones generales después de la formación de la Unión Sudafricana en 1910 fue el Partido Sudafricano. El SAP fue una fusión del Partido Sudafricano y Afrikaner Bond de la Colonia del Cabo, Het Volk de Transvaal y Orangia Unie del Estado Libre de Orange. El Partido Progresista de la Colonia del Cabo se fusionó con la Asociación Progresista de Transvaal y el Partido Constitucional del Estado Libre de Orange para formar el Partido Unionista. La provincia sureña de Natal no tenía partidos institucionalizados, pero los políticos de la provincia se unieron a los nuevos partidos. En la Colonia del Cabo, los SAP eran partidarios de una alianza multirracial para oponerse al colonialismo, y sus miembros más prominentes eran John Xavier Merriman y William Phillip Schreinier, mientras que los progresistas dirigidos por Cecil Rhodes y Leander Starr Jameson tenían una orientación más probritánica.
En la Unión, el SAP fue un partido de amplia base comprometido con la unidad entre afrikáneres y angloparlantes, tipificado por sus líderes Louis Botha y Jan Smuts. Sus tendencias más probritánicas provocaron una reacción de los nacionalistas afrikáneres que formaron el Partido Nacional en 1914, liderados por JBM Hertzog. El aumento del apoyo del NP y el declive del Partido Unionista llevaron a su fusión bajo el liderazgo de Smuts en 1920. El SAP perdió el poder ante una coalición Nacional-Laborista en 1924.
En 1934, el NP y el SAP entraron en una coalición, lo que llevó a la creación del Partido Unido (UP), aunque una facción nacionalista de línea dura dirigida por DF Malan se mantuvo fuera. El Partido Unido incluyó elementos tanto liberales como conservadores, pero siguió una política pro-Unión probritánica que resultó en que Hertzog y sus seguidores se retiraran de él en 1939. El Partido Unido perdió el poder en 1948 ante el Partido Nacional bajo Malan, quien comenzó a implementar la política del apartheid. Smuts murió dos años más tarde, su probable heredero Jan Hendrik Hofmeyr murió en 1948. Se dice que Hofmeyr y Piet van der Byl personificaron una perspectiva más progresista al abordar la cuestión racial. El Partido Unido siguió existiendo después de 1959 y fue la fuente de varios grupos disidentes que se fusionaron con las partidos ancestrales posteriores.
La incierta respuesta del partido al apartheid bajo el liderazgo de JGN Strauss y De Villiers Graaff provocó una considerable discordia. En general, el partido era crítico con las injusticias de las políticas segregacionistas del gobierno, pero no ofreció una alternativa clara hasta sus últimos años en la década de 1970, donde adoptó una postura cada vez más crítica. En 1953, el Partido Liberal se formó en respuesta y existió hasta 1968, cuando se disolvió como rechazo a la obligación legal de restringir su membresía por motivos raciales.
El Partido Progresista (PP), fundado en 1959 como una escisión del Partido Unido, se considera el primer predecesor histórico de la moderna Alianza Democrática. El PP abogó por el fin del apartheid y el llamado a elecciones libres, una reforma constitucional que ratificara los principales tratados de derechos humanos, un poder judicial independiente, y la evolución progresiva hacia un estado federal. Del mismo modo, acompañó estas propuestas con la promoción de una economía de libre mercado. En 1961, solo obtuvo un escaño, ocupado por la diputada Helen Suzman. Durante trece años, fue la única oposición parlamentaria y legal al apartheid. Desde 1971, Colin Eglin era el líder del partido, sin ser un miembro del parlamento mismo. En 1974, el partido ganó siete escaños.
Un año después, en julio de 1975, el Partido Progresista se fusionó con el Partido de la Reforma (RP), un partido disidente del Partido Unido. El resultado fue la formación del Partido de la Reforma Progresiva de Sudáfrica (PRP). El exlíder del Partido de la Reforma Harry Schwarz fue nombrado presidente del Ejecutivo Nacional del PRP, mientras que Eglin fue elegido líder. En 1977, el apoyo al Partido Unido disminuyó rápidamente y otros miembros disidentes de la UP formaron el Comité para una Oposición Unida, antes de unirse al PRP para formar el Partido Federal Progresista (PFP). Más tarde ese año, la PFP se convirtió en oposición oficial después de las elecciones generales de 1977. El PFP obtuvo apoyo principalmente de sudafricanos blancos liberales de habla inglesa, ya que debido a las leyes de apartheid de Sudáfrica, su membresía se limitaba a los blancos del país. Frederik van Zyl Slabbert, líder de la PFP desde 1979, renunció al parlamento en 1986 porque, en su opinión, se había vuelto irrelevante. Más tarde formó el Instituto de Alternativas Democráticas en Sudáfrica (IDASA). Fue sucedido por Colin Eglin. La PFP fue derrocada como la oposición oficial por el inmovilista Partido Conservador en las elecciones parlamentarias solo para blancos celebradas el 6 de mayo de 1987. Este golpe electoral llevó a muchos líderes de la PFP a cuestionar el valor de participar en el parlamento solo para blancos, y algunos de sus parlamentarios se fueron para unirse al Movimiento Democrático Nacional (NDM). La formación del Partido Independiente (IP) de Denis Worrall dividió aún más a la oposición liberal.
Todas estas corrientes se reunieron en el Partido Demócrata, predecesor directo y legal de DA, en 1989.

### Oposición alapartheid
Tras el realineamiento de la política de oposición en la década de 1970, con la caída del Partido Unido y el posterior ascenso del Partido Federal Progresista como sucesor de la oposición parlamentaria oficial, las políticas autoritarias y de apartheid del Partido Nacional se enfrentaron a una oposición parlamentaria mucho más fuerte.
En 1979, la PFP lanzó las "medidas parlamentarias más firmes" posibles contra la Ley del Abogado General, que prohibiría a la prensa informar sobre denuncias de corrupción e irregularidades sin antes haber aclarado tales acusaciones.[cita requerida] El líder del PFP, Colin Eglin lanzó el ataque al proyecto de ley, afirmando que era un intento del Partido Nacional de "silenciar a la prensa y negar el derecho público a saber". Helen Suzman intentó retrasar el proyecto de ley, y argumentó que era "esencial que la prensa no estuviera más restringida de lo que ya era. Es esencial que nada obstaculice a la prensa en su deber de informar al público".
En 1980, el Partido Nacional introdujo la Ley Nacional de Puntos Clave que convertía en delitos a los responsables del informe no autorizado de incidentes de sabotaje u otros ataques contra objetivos estratégicos nacionales declarados. Estos movimientos fueron criticados por parlamentarios como Harry Schwarz, quien afirmó que "la sociedad como un todo no es condenada porque los individuos transgredan la ley, y la prensa en su conjunto no debe ser juzgada por las acciones de los individuos". Afirmando que las restricciones de prensa marcaban un "punto de inflexión" en la política sudafricana, también argumentó que la libertad de prensa era un "tesoro precioso" y una prensa libre y valiente era un arma importante en la defensa de Sudáfrica contra amenazas externas.
Durante el Debate sobre la Reforma Constitucional de 1983, el PFP intentó incorporar una "Carta de Derechos" en la nueva constitución propuesta por el Partido Nacional, la primera moción de este tipo presentada ante el Parlamento. La moción fue presentada por primera vez en agosto de 1983 por el ministro de Finanzas de Shadow, Harry Schwarz. Declaró que el proyecto de ley debería garantizar la no discriminación por motivos de raza, color, sexo o credo, libertad de conciencia y religión, pensamiento, creencia, opinión y expresión, incluida la libertad de prensa, asociación, reunión pacífica y movimiento.[cita requerida] y la libertad de perseguir la obtención de un medio de vida. También incluía la libertad de la privación de la vida, la libertad, la seguridad y la propiedad, excepto de conformidad con los principios de la justicia fundamental. También garantizaría la igualdad ante la ley y la igual protección y beneficio de la ley.
Schwarz argumentó que si se incluía en la constitución de la república, actuaría como un "protector de los derechos que muchas personas habían luchado por lograr en Sudáfrica", así como para "actuar como una inspiración" para el pueblo de Sudáfrica y lo haría "un factor unificador en un país en el que la unidad de las personas es esencial para la supervivencia". Helen Suzman, Ministra de Ley y Orden en el Gabinete en la Sombra de la oposición, argumentó que la exclusión del proyecto de ley conduciría a "una mayor pérdida de libertades civiles por parte de todos los sudafricanos, en resumen, a una dictadura de un solo partido y un solo grupo en este país". También se argumentó que el proyecto de ley sería una declaración de intenciones que demuestre que los días de discriminación por motivos de raza o color habían llegado a su fin.
Si bien prácticamente todos los parlamentarios del Partido Federal Progresista apoyaron el proyecto de ley, ningún otro partido en el Parlamento lo apoyó. Rechazando la propuesta de Schwarz, Daan van der Merwe del Partido Conservador declaró que el proyecto de ley, basado en una "filosofía política liberal-izquierdista", pondría en peligro la libertad del hombre blanco. El líder del también reformista Partido de la Nueva República Vause Raw, dijo que Schwarz "un maestro en las perogrulladas" buscaba libertades idealistas que no existían en ninguna parte del mundo. Tras el rechazo del proyecto de ley de Schwarz, los diputados de la PFP, Helen Suzman, Colin Eglin, Ray Swart y Dave Dalling, intentaron cuatro veces más presentar una Declaración de Derechos. Los mismos fueron bloqueados por el Partido Nacional hasta el fin del apartheid.

### Partido Demócrata: 1989-2000
Después de las elecciones de 1987, el nuevo líder del PFP, Zach de Beer, concluyó las negociaciones con el IP y el NDM para fusionarse en el Partido Demócrata en 1989, y procedió a ganar 36 escaños en las elecciones de ese año. El DP jugó un papel vital en la negociación de una constitución interina que incluyera la mayoría de los principios e ideales progresistas originales. En 1991, Harry Schwarz, uno de los fundadores del partido y de los líderes más destacados, fue nombrado embajador sudafricano en los Estados Unidos, el primer miembro de la oposición en convertirse en embajador en la historia de Sudáfrica. En las elecciones generales de 1994, la primera después del apartheid fue abolida, el partido ganó solo el 1.73 % de los votos y 10 escaños en el parlamento (7 asambleístas y 3 senadores).
Poco después de las elecciones, Tony Leon sucedió a De Beer, y enfatizó la protección de los derechos humanos,[cita requerida] el federalismo y el libre comercio. Durante el período 1994-1999, los 7 asambleístas del Partido Demócrata, entre ellos el propio Leon fuera visto como una alternativa opositora al Partido Nacional, cada vez más aliado al gobierno. En 1999, para las siguientes elecciones generales, el DP quintuplicó sus resultados de 1994 y quedó en segundo lugar con el 9.56 % de los votos y 38 escaños. Aunque muy lejos de representar una alternativa coherente al dominante Congreso Nacional Africano (ANC), el DP obtuvo el cargo de partido de la oposición oficial, reemplazando al Nuevo Partido Nacional (NNP). El NNP siguió siendo influyente en Cabo Occidental debido a su retención del voto de color, pero el DP surgió como hacedores de reyes en la provincia y optó por convertirse en el socio menor en un gobierno de coalición con el NNP. En este punto, el NNP había abandonado oficialmente su anterior ideología de apartheid e intentó cambiar su marca como una fuerza conservadora no racial, convirtiendo así al partido en un socio de coalición aceptable para el PD.
En los últimos años el partido ha virado hacia el conservadurismo, en 2021 causó controversia al publicitar como "héroes" en afiches de considerados racista al reivindicar la figura de policías que habían matado a 30 ciudadanos de color.

## Historia

### Fundación y debut electoral
En 2000, el DP se unió al NNP y a la Alianza Federal formando la Alianza Democrática (AD) en preparación para las elecciones del gobierno local del 5 de diciembre de 2000, en las que los miembros de los tres partidos se presentarían como candidatos del DA. Los miembros elegidos para la Asamblea Nacional o las Legislaturas Provinciales no podían desertar sin perder sus escaños, ya que la legislación de "cruce de piso", que autorizaba a los legisladores a desertar a otros partidos o fundar nuevos, aún no estaba en vigencia, por lo que el DP y el DA existirían uno al lado del otro hasta 2003. DA obtuvo el 19.59 % del voto en las elecciones del gobierno local y obtuvo una mayoría absoluta en Ciudad del Cabo, capital legislativa del país,Peter Marais se convirtió en alcalde de Ciudad del Cabo. Marais ocupó el cargo hasta su dimisión el 3 de junio de 2002 en medio de acusaciones de acoso seual y desvío de fondos públicos. Debido a la condena y el descontento con Marais, el líder de la Alianza Democrática, Tony Leon destituyó a Marais como alcalde en 2001. Posteriormente, Marais apeló ante el Tribunal Superior del Cabo Occidental y el tribunal ordenó su reincorporación. El despido de Marais contribuyó a que el Nuevo Partido Nacional se retirara de la Alianza Democrática.
La frágil alianza con el NNP duró solo hasta octubre de 2001, cuando el NNP se fue para formar una nueva alianza con el Congreso Nacional Africano. La Alianza Federal también dejó el DA para unirse al Frente de la Libertad (VF+). En diciembre de 2001 se formó un nuevo gobierno en el Cabo Occidental compuesto por el NNP y el ANC, excluyendo al DA, mientras que la deserción de algunos concejales de NNP durante el período cruce de piso en octubre de 2002 provocó que DA perdiera el control de Ciudad del Cabo y la mayoría de los municipios locales en el Cabo Occidental. La DA aceptó una oferta a fines de 2002 para unirse a la coalición gobernante en la provincia de KwaZulu-Natal, que finalmente el ANC le arrebataría en las elecciones de 2004. Sin embargo, DA decidió mantener la nueva creación, y el DP se disolvió y se fusionó con el DA durante el período de cruce de piso de 2003, y todos los representantes públicos del DP restantes se convirtieron en miembros del DA, fundado así el partido actual.
Con las elecciones generales de 2004, DA y el ANC aumentaron su porcentaje de votos, a expensas de otros partidos de la oposición. DA obtuvo el 12.37 % de los votos y 50 escaños, el NNP estaba en declive terminal y ganó solo 7 escaños. Se fusionó con el ANC en 2005. Se produjo un realineamiento político en el sentido de que el electorado blanco y de color que el NP/NNP había retenido en 1994 se había desplazado en gran parte al DA, aunque otros partidos como los nuevos Demócratas Independientes también se había beneficiado del colapso de NNP. El NNP también se había visto acosado por disensiones internas y una posición incierta con respecto al ANC, y luego cooperó con él. Ese mismo año la Alianza Democrática en las elecciones legislativas para el Parlamento Provincial de Cabo Occidental, una disminución en el número de escaños.

### Crecimiento

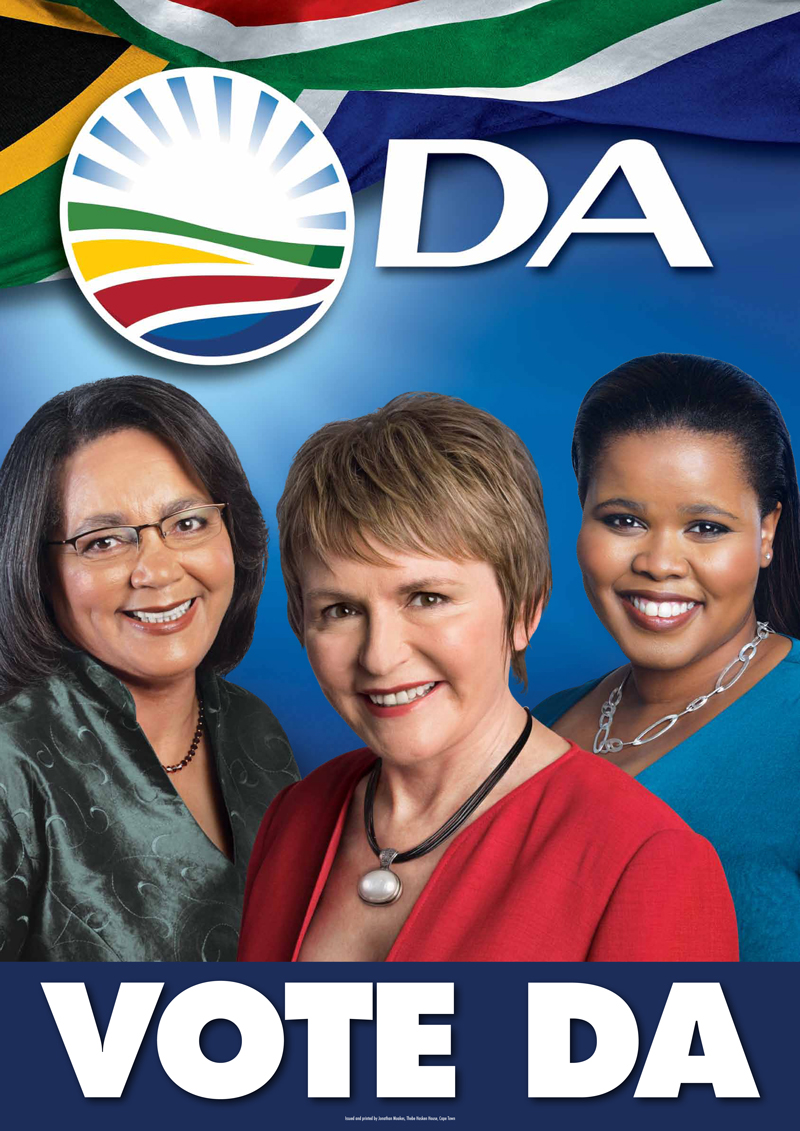
Afiche electoral de Alianza Democrática para las elecciones municipales de 2011.

El 1 de marzo de 2006, DA obtuvo el 16.19 % de los votos en las elecciones del gobierno local y recuperó el control de Ciudad del Cabo del ANC, el único consejo metropolitano en Sudáfrica no controlado por el ANC. Helen Zille fue elegida alcaldesa ejecutiva el 15 de marzo de 2006 En las elecciones del gobierno local, el DA había ganado el 41.8 % de los votos en Ciudad del Cabo en comparación con el 38.5 % del ANC. En 2007, Zille asumió la presidencia del partido tras el retiro de Tony Leon. Como Zille optó por permanecer como alcalde de Ciudad del Cabo y adoptar el puesto de líder de la DA al mismo tiempo, se estableció un puesto separado de líder parlamentario. El papel fue llenado primero por Sandra Botha, hasta que anunció su retiro de la política del partido en enero de 2009. Fue sucedida por Athol Trollip. Este posteriormente sería reemplazado por Lindiwe Mazibuko, quien sería la primera sudafricana de raza negra en ocupar el cargo de Líder de la Oposición, y esta a su vez por Mmusi Maimane. Con la llegada de Maimane al liderazgo de DA en 2015, el cargo de líder parlamentario y líder federal del partido se reunificó.
El DA fue entonces "relanzado" en preparación para las próximas elecciones generales. DA convocó una reunión en Constitutional Hill para presentar el partido como uno que ya no actuaba como una oposición, sino que ofrecía a los votantes otra opción para el gobierno. Junto con esto, el partido también presentó un nuevo logotipo, con un sol naciente sobre los colores de la bandera sudafricana (que representa a la nación del arco iris), y un nuevo eslogan, "Una nación, un futuro". Esto está en línea con la nueva estrategia que el partido estaba implementando con respecto a una Sudáfrica no racial donde todos tuvieran las mismas oportunidades. La líder del partido, Helen Zille, dijo que el nuevo DA sería "más un reflejo de nuestro rico patrimonio racial, lingüístico y cultural", y enfatizó que quería que fuera una "fuerza política para todas las personas" y no que se redujera a una "minoría irrelevante y cada vez menor". Con su popularidad en aumento, DA incrementó notoriamente sus resultados en las elecciones generales de 2009 al recibir el 16.66 % de los votos y arrebatar al ANC la gobernación de Cabo Occidental con mayoría absoluta de votos y escaños. Zille fue entonces elegida Premier de dicha provincia.
El DA consolidó su dominio en el Cabo Occidental durante las elecciones municipales de 2011, ayudado en parte por un acuerdo de fusión con los Demócratas Independientes; DA ganó el control de dos tercios de los consejos en la provincia. El partido también mejoró su posición en el resto del país, facilitado por el fuerte declive de COPE tras las disputas de liderazgo interno. DA se basó en estas ganancias en las elecciones generales de 2014, en las que retuvo el Cabo Occidental con una mayor mayoría y ganó el 22.23 % a nivel nacional con 89 escaños en la Asamblea Nacional, el mejor desempeño de cualquier partido que no fuera el ANC en la Sudáfrica democrática. Su campaña para ganar la provincia de Gauteng fracasó, pero el partido aumentó su apoyo sustancialmente allí y en otras provincias, logrando ser la oposición oficial en seis de ellas.
En 2015, Helen Zille renunció como líder nacional (pero se mantuvo como premier de Cabo Occidental). Mmusi Maimane, que había servido como líder parlamentario desde las últimas elecciones, fue elegido como el nuevo líder del partido, la primera persona negra en ocupar el cargo.

## Resultados electorales

### Elecciones generales
|  | 1.73 % |

|  | 9.56 % |

|  | 12.37 % |

|  | 16.66 % |

|  | 22.23 % |

|  | 20.77 % |

|  | 21.81 % |

### Elecciones provinciales
|  | 2.05 % |

|  | 0.57 % |

|  | 5.32 % |

|  | 2.15 % |

|  | 0.56 % |

|  | 0.50 % |

|  | 1.87 % |

|  | 0.21 % |

|  | 6.64 % |

|  | 6.29 % |

|  | 5.33 % |

|  | 17.95 % |

|  | 8.16 % |

|  | 4.48 % |

|  | 3.26 % |

|  | 4.77 % |

|  | 1.42 % |

|  | 11.91 % |

|  | 7.34 % |

|  | 8.47 % |

|  | 20.78 % |

|  | 8.35 % |

|  | 3.59 % |

|  | 6.94 % |

|  | 5.00 % |

|  | 11.08 % |

|  | 27.11 % |

|  | 9.99 % |

|  | 11.60 % |

|  | 21.86 % |

|  | 9.15 % |

|  | 3.48 % |

|  | 7.49 % |

|  | 8.25 % |

|  | 12.57 % |

|  | 51.46 % |

|  | 16.20 % |

|  | 16.23 % |

|  | 30.78 % |

|  | 12.76 % |

|  | 6.48 % |

|  | 10.40 % |

|  | 12.73 % |

|  | 23.89 % |

|  | 59.38 % |

|  | 15.73 % |

|  | 17.58 % |

|  | 27.45 % |

|  | 13.90 % |

|  | 5.40 % |

|  | 9.77 % |

|  | 11.18 % |

|  | 25.51 % |

|  | 55.45 % |

### Elecciones municipales
|  | 3.48 % |

|  | 19.59 % |

|  | 16.19 % |

|  | 16.32 % |

|  | 10.35 % |

|  | 23.80 % |

|  | 24.08 % |

|  | 15.30 % |

|  | 26.77 % |

|  | 26.90 % |

|  | 16.52 % |